# Euenos
Euenos (altgriechisch Εὔηνος Eúēnos oder Εὐηνός Euēnós) ist in der griechischen Mythologie ein Flussgott. Er ist Sohn des Kriegsgottes Ares und der Demonike. Er ist der Bruder von Molos, Thestios und Pylos.
Seine einzige Tochter Marpessa verliert er bei einem Wagenrennen an Idas. Da er diesen Verlust nicht überwinden kann, stürzt er sich darauf in den Fluss Lykormas (heute Evinos, altgriechisch Εὔηνος).